# International Quidditch Association
A International Quadball Association (IQA - em português, Associação Internacional de Quadribol) é a instituição internacional que dirige as associações nacionais de Quadribol. Ela foi fundada como Intercollegiate Quidditch Association em 2007, logo após a primeira partida envolvendo mais de uma universidade. Em 2010, a IQA mudou seu nome e em 2014 mudou sua estrutura, para ampliar a participação internacional, através da criação de seu Congresso. Agora, ela comporta nove associações nacionais que regulamentam o esporte em seus respectivos países.
A IQA foi fundada no câmpus da Middlebury College, em Vermont, EUA. Ela, ainda como Intercollegiate Quidditch Association, era responsável pela organização dos torneios do incipiente esporte ainda dentro do câmpus. A associação tornou responsável pelos maiores eventos do esporte, notadamente a IQA World Cup e a QuidCon (Conferência que debate as teorias do esporte).

## Estrutura
A IQA possui três esferas de poder, sendo a mais importante o Congresso, onde cada membro possui voz.

### Board of Trustees
Por enquanto, o Board of Trustees ainda não foi definido. A IQA está em fase de buscar membros. O Board será um grupo de três a sete indivíduos responsáveis pelo planejamento a longo prazo da instituição. O Board indicará o Diretor Executivo, responsável pelo gerenciamento do cotidiano da organização.

### Equipe executiva

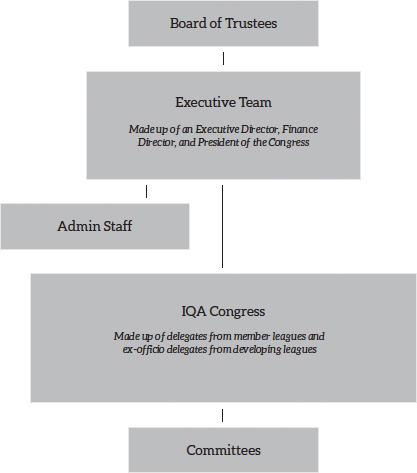
Organograma da IQA.

Ainda não há membros. Esta equipe será composta por funcionários contratados para auxiliar o Diretor Executivo.

#### Executive Director
O Diretor Executivo é o líder da organização e seu papel será tomar as decisões e tocar o cotidiano da IQA. O primeiro diretor executivo é Harrison Homel, antigo diretor de times da US QUidditch.

#### Finance Director
O Diretor Financeiro estará no comando das fincnças da organização, fiscalizando principalmente a cobrança de taxas e pagamento de funcionários.

#### Presidente
O Presidente do Congresso é um delegado nomeado pelo Congresso (que deve imediatamente renunciar aos seus poderes como delegado de sua liga nacional) cujo trabalho será dirigir as reuniões do congresso, definir pautas e facilitar as discussões nas reuniões..

### Congresso
O Congresso é composto por delegados das ligas-membros qualificadas. A cada delegado é oferecido um voto, mas os delegados de uma mesma liga devem votar uniformemente. O número de delegados para cada liga-membro é baseado em um cálculo que envolve o desenvolvimento do quadribol (QDI) no país.
Encontros do COngresso serão feitos duas vezes por ano, com o primeiro ocorrendo em agosto de 2014. Reuniões extraoridnárias podem ser convocadas. O Congresso também tem autonomiap ara criar comitês internos.

#### Metric
É o algoritmo usado para calcular o Quidditch Development Index (QDI - Índice Desenvolvimento de Quadribol). Ele usa duas variáveis: número de times e população do país (a razão do número de times pela população). O QDI é um número entre 0 e 1, onde 0 significa não ter quadribol no país e 1 o nível máximo de desenvolvimento do esporte, com rrelação a densidade de times.
QDI = 0.2*TEAMS% + 0.8*TPR%
onde:
- TEAMS% é a proporção de times do país com relação ao número de times da maior liga-membro.
- TPR% é a proporção de habitantes do país com relação ao número de habitantes da maior liga-membro.

A classificação de uma liga como uma member league, developing league ou emerging area é dada por:
- Ligas com QDI maiores que 0.01 são member leagues e serão representadas com delegados:
- QDI < 0.33: um (1) delegado
- 0.33 < QDI < 0.66: dois (2) delegados
- QDI > 0.66: três (3) delegados
- Ligas com 1 time ou com QDI < 0.01 são developing leagues: sem poder de voto mais com um representante no Congresso. Este valor (0.01) pode ser ajustado futuramente.
- Áreas com alguma equipe mas sem atividade competitiva regular são emerging areas.

## Membros
Uma liga-membro é a representação da atividade do quadribol em determinada região. Geralmente, ligas-membros representam associações nacionais de quadribol, embora possam existir exceções (Como a Benelux, envolvendo Bélgica, Holanda e Luxemburgo). Cada liga-membro é representada por um a três delegados, com base no seu QDI. As ligas-membro também devem ter um torneio anual, obrigatoriamente.
Atualmente, as ligas-membro são:
- US Quidditch
- Quidditch Canada
- Quidditch Benelux
  - Belgium Muggle Quidditch
  - Muggle Quidditch Nederland
- QuidditchUK
- Australian Quidditch Association
- French Quidditch Association
- Associazione Italiana Quidditch

### Developing leagues
As Developing leagues possuem dois times ou mais e um QDI abaixo de um ponto de corte definido pela IQA. Elas podem participar das reuniões, mas não votam.

### Emerging areas
As Emerging areas possuem algum time, mas sem uma associação nacional ou evidência de atividade competitiva regular.

## Torneios
A partir da reestruturação, o único torneio de responsabilidade da IQA, por enquanto, são os Global Games. É um torneio de seleções, bianual, com o último ocorrendo em julho de 2014.

### IQA World Cup
Até 2014, a IQA organizada o que era chamado de IQA World Cup. Para competir, as equipes deveriam participar de torneios regionais, que em 2014 foram nove (sete na América do Norte, um na Europa e um para Oceania). Cada região recebeu um número de vagas e possuíam autonomia para definir a fórmula de disputa para definir os ocupantes das vagas.
O fato do evento ser sempre nos EUA começou a gerar críticas por parte de equipes de outros países, principalmente Austrália e países da Europa. No ano de 2014, todas as equipes participantes do torneio europeu recusaram ir até a World Cup devido ao alto custo, enquanto que a representante australiana foi a única equipe que aceitou os custos de viagem. Juntas, as equipes europeias resolveram dar mais apoio à realização dos Global Games.
Nos primeiros anos da existência da IQ World, Middlebury College era favorita incontestável e confirmava tal favoritismo. Apenas em 2013 apareceu um campeão diferente: University of Texas, Austin.
A primeira edição, ainda como Intercollegiate Quidditch World Cup, ocorreu em 2007, sediada na Middlebury College, em Vermont, tendo apenas duas equipes competindo: Middlebury e Vassar College, de Poughkeepsie, Nova Iorque (estado). O evento de 2013 ocorreu em Kissimmee, Flórida. É um evento de dois dias, possuindo, além dos jogos de quadribol, atividades musicais (como Harry and the Potters e outras estrelas do Wizard rock) e culturais. É um grande evento de divulgação do esporte.
Em 2014, ocorreu a 7ª edição do evento, nos dias 5 e 6 de abril, em North Myrtle Beach, na Carolina do Sul.

#### Campeões IQA World Cup
2007: Middlebury College
2008: Middlebury College
2009: Middlebury College
2010: Middlebury College
2011: Middlebury College
2013: Universidade do Texas em Austin 
2014: Universidade do Texas em Austin 
- Não houve a Copa do Mundo em 2012, pois o evento de 2011 ocorreu no final do ano e a temporada 2012-2013 acabou apenas em abril de 2013, quando ocorreu a IQA World Cup 2013.

### Global Games
Organizados pela primeira vez em julho de 2012, os Global Games são jogos que ocorrem entre seleções nacionais. É um torneio organizado pela IQA. Originalmente chamados de Summer Games, em 2012 participaram 5 equipes (EUA, Canadá, França, Reino Unido e Austrália), na University Parks, em Oxford, Inglaterra.
Em 2014, o torneio ocorrerá em Burnaby, BC, Canadá, e possui 8 equipes inscritas. Além das 5 que participaram em 2012, participarão Bélgica, Itália e México.

### Fantasy tournaments
Os Fantasy tournaments são torneios onde as inscrições não são feitas entre equipes inteiras, mas entre jogadores individuais. Antes do início do torneio, são escolhidos os capitães das equipes (também chamados de general managers) que escolhem seus times entre os inscritos. A cada ano, ocorrem diversos destes torneios, que facilitam a realização, já que não são necessárias viagens de equipes inteiras para regiões mais distantes. Ocorrem torneios também em eventos relacionados à série Harry Potter.

### QuidCon
A IQA organiza anualmente uma conferência anual, chamada de QuidCon. Em 2014, ocorreu a terceira edição, em Washington, D.C.. Ela reuniu 50 jogadores, de mais de 30 equipes, para discutir formas de ajudar a organziar o esporte e gerenciar suas equipes.